# 佐竹氏
佐竹氏（さたけし）は、武家・華族家を出した日本の氏族。清和源氏の源義光の孫昌義が常陸国久慈郡佐竹郷に土着し、佐竹氏を称したのに始まる。

## 概要
平安時代末に平家に属して源頼朝に抵抗したので勢力を落としたが、鎌倉幕府滅亡後は足利氏に属して常陸守護職に補任され勢力を回復。戦国時代には常陸国・下野国から陸奥国にまで勢力をのばし、北関東最大の大名として後北条氏や伊達氏と争った。豊臣秀吉からは水戸54万石を安堵されたが、関ヶ原の戦いで西軍に属したことで1602年に秋田20万石に減封された。戊辰戦争では官軍に属して戦い、維新後には侯爵に列せられた。
通字は「義」。佐竹氏は家紋として定紋の「扇に月」（一般的には日の丸扇と呼ばれている）の他に、源氏香（花散里）・笹竜胆・佐竹桐・丸に釘貫・丁子巴・鉄線を加えた七つの家紋を「御当家七ッ御紋」としている。源氏から中近世大名、華族として明確な系譜が現代まで残った中ではもっとも大きな流れの一つである。

## 出自
佐竹氏は甲斐源氏の武田氏と同じく、源頼義の三男で源義家の末弟・源義光の子孫である義光流源氏の一族である。佐竹氏の初代当主については、義光とする説、義光の嫡男で常陸源氏祖・進士判官の義業とする説、義業の子の昌義とする説があるが、昌義が常陸国久慈郡佐竹郷（現在の茨城県常陸太田市稲木町周辺、旧佐竹村）に住み地名にちなんで「佐竹」を名乗ったことから、昌義を初代当主とする説が一般的である。家名については、昌義が佐竹郷にある佐竹寺で節が1つしかない竹を見つけ、これを瑞兆とし、佐竹氏を称したという話が伝わっている。
史料で確認できるところでは、『吉記』承安4年（1174年）3月14日条に「佐竹」の名が出てくるのが最古であり、それからそれ程さかのぼらない時期に佐竹氏が成立したと推測できる。

## 平安時代から鎌倉時代
平安時代の後期には、佐竹氏は既に奥七郡と呼ばれる多珂郡・久慈東郡・久慈西郡・佐都東郡・佐都西郡・那珂東郡・那珂西郡など常陸北部七郡を支配し、常陸に強い勢力を持つ常陸平氏の一族大掾氏との姻戚関係をもとに強い勢力基盤を築いていた。また、中央では伊勢平氏と、東国では奥州藤原氏と結び、常陸南部にも積極的に介入するなど常陸の有力な豪族としての地位を確立していた。
治承・寿永の乱においては、佐竹氏は平家にくみしたために源頼朝によって所領を没収された。後に頼朝に従って奥州合戦に加わったが、近年の研究では奥州合戦の直前まで佐竹氏の抵抗が続いていたと考えられている。奥州合戦の際に無地の白旗を持参したところ、頼朝の旗と等しかったことから紛らわしいとの理由で、扇を白旗の上に付けるよう命じられた。この扇は月を描いており、以後、佐竹氏は家紋として「扇に月」（一般的には日の丸扇と呼ばれている）を用いることになる。
承久の乱の戦功によって佐竹氏は美濃国に所領を与えられるが、その時一族の一部が美濃に移住した。後に和泉国や土佐国に見られる佐竹氏もその末裔と推測される。
鎌倉時代においては、奥七郡への支配権は宇佐見氏、伊賀氏、二階堂氏などに奪われ、後に北条氏などがそれらの郡の地頭職を獲得し、佐竹氏は不遇の時代を過ごすことになる。

## 常陸佐竹氏

### 南北朝・室町時代
元弘の乱を経て南北朝時代になると、佐竹氏第8代当主貞義および第9代当主義篤は早々に足利氏に呼応して北朝方に属し、小田氏や白河結城氏といった関東における南朝方勢力と争う。室町幕府が樹立すると、これらの功績から守護職に任ぜられ、やがて幕府の関東出先機関である鎌倉府の重鎮として活躍した。また、貞義の息子の一人である師義は足利将軍家の直属の家来である京都扶持衆に選ばれ佐竹山入家（山入流佐竹氏）を興した。
義篤の孫で第11代当主義盛の時代、第3代鎌倉公方の足利満兼より関東の8つの有力武家に屋形号が与えられ関東八屋形の格式が制定されると、佐竹氏もこのひとつに列せられた。以後、佐竹氏の当主は「お屋形さま」の尊称をもって称された。
しかし、佐竹氏は先述のように鎌倉公方を主君としたことから足利将軍家と鎌倉公方の争いに巻き込まれることも少なくなかった。

### 戦国・安土桃山時代
戦国時代になると、佐竹氏第15代当主で「中興の祖」と呼ばれた義舜が現れ、佐竹山入家を討ち、佐竹氏の統一を成し遂げ久慈川以東の常陸北部の制圧に成功した。しかし、相変わらず江戸氏は不穏な動きを続け、更に山入家との戦いの間に独自性を強めた小場氏・宇留野氏・長倉氏などの久慈川以西の一族も叛旗を翻したが一方で宇留野方は佐竹義篤方で追討指揮を担い部垂義元討伐に加勢している（部垂の乱）。また関東の制覇を目指す北条氏の侵攻などもあって、常陸統一は非常に困難な状況にあった。
義舜の曾孫で佐竹氏第18代当主の義重は、「鬼義重」の異名をとる名将であった。義重の時代に佐竹氏は江戸氏や小田氏などを次々と破り、常陸の大半を支配下に置くことに成功し、佐竹氏を戦国大名として飛躍させた。
甲斐武田氏と同盟し（甲佐同盟）、北条氏とは天正12年（1584年）に沼尻（現在の栃木県栃木市）で対決した（沼尻の合戦）。また、奥州南部にも進出し、白河結城氏を下し、石川氏、岩城氏などを影響下に置き、三春城の田村氏と対抗する中で南奥州国人の盟主たる地位を確立しつつあった。このため、義重の正室の甥にあたる伊達政宗と対立し、義重は蘆名氏や二階堂氏、岩城氏らと同盟を結んで、奥州覇権を狙う政宗と天正13年（1585年）人取橋（現在の福島県本宮市）で対決した（人取橋の戦い）。佐竹方は3万の大軍を率い、伊達方の10倍近い兵力をもってこれを攻め、伊達方に多大な被害を与えたが、一夜にして撤退を余儀なくされ、結果として伊達方の奥州覇権を強める契機となる。
しかし義重は戦国時代を通じて領国を拡大し、子の義宣の時代には豊臣秀吉の小田原征伐に参陣して、秀吉の太閤検地の結果、常陸54万5800石の大名として認められた（ただし、常陸国内でも土浦城、下館城一帯は結城氏の所領とされた）。
義宣は秀吉の権威を背景に常陸南部に割拠する大掾氏配下の国人たち（いわゆる南方三十三館、主として鹿行二郡の塚原氏・行方氏・卜部氏・麻生氏・鹿島氏など万石未満の土豪。小田原陣の頃は下総の千葉氏の傘下に転じている）を討伐するなど領主権力の強化を進めることとなる。
そして、水戸城の江戸重通は小田原征伐に参陣しなかったために所領を没収され、佐竹氏は居城を太田城から水戸城に移した。佐竹家は常陸水戸54万5800石で豊臣政権下で第8位の大大名となり（一門、蘆名義広4万5千石、岩城貞隆12万石、多賀谷宣隆6万石、与力、相馬義胤6万石。これらを合わせると80万石を超え、伊達氏や宇喜多氏を上回る）、徳川家・毛利家・前田家・上杉家・島津家とともに豊臣配下の六大大名家の一家に数えられた。

### 関ヶ原の戦い
慶長5年（1600年）、義宣は関ヶ原の戦いにおいて家中での意見をまとめられず、在国のまま観望するという中立的な態度を取った。佐竹家中や影響下にある同族大名の間では、徳川氏との接点がある父・義重、上杉領になっている会津の旧領主である弟・蘆名盛重、伊達氏に好意的な弟・岩城貞隆などが東軍寄り、石田三成との縁が深い相馬義胤や実家宇都宮家の復興を期待する結城朝勝などが西軍寄りの立場であり、自身も三成に恩義を受けている義宣は態度を一貫させることができず、東軍による佐竹領侵攻を危惧して上杉氏に接近し、西軍優位にならないと見るや上杉氏と距離をおくという形になった。
戦後処理は翌年にはほぼ終了し、慶長7年（1602年）の3月に義宣は上洛し伏見城で徳川家康に拝謁している。ところが5月8日、家康から突然出羽国への国替えを命じられ、7月27日付で石高の明示・内示もなく秋田・仙北へと転封された。関ヶ原の戦いにおいて、家康を追撃する密約を上杉景勝と結んでいたことが発覚したためといわれている。また徳川氏の本拠地である江戸に近い佐竹氏は、同族の多賀谷領・岩城領・相馬領も勢力圏であり実質80万石以上と目された上、合戦に直接参加していないため軍団が無傷で残っており、脅威であった。こうして佐竹氏は平安時代後期以来の先祖伝来の地である常陸を去った。
処遇の際、細川忠興が「大大名の佐竹氏には出羽一国でなければ家臣を賄いきれず変事が起きるかもしれない」と進言したが、家康の側近だった本多正信・正純親子に「出羽一国を与えるのでは常陸と変わらないから半国でよし」と決められてしまった。後に政争に負けた正純が失脚したとき（宇都宮城釣天井事件）、幕府は正純の身柄を佐竹氏に預け、出羽横手への流罪とした。正純は横手城の一角でさびしく生涯を終えたという。

### 江戸時代

#### 久保田藩主家

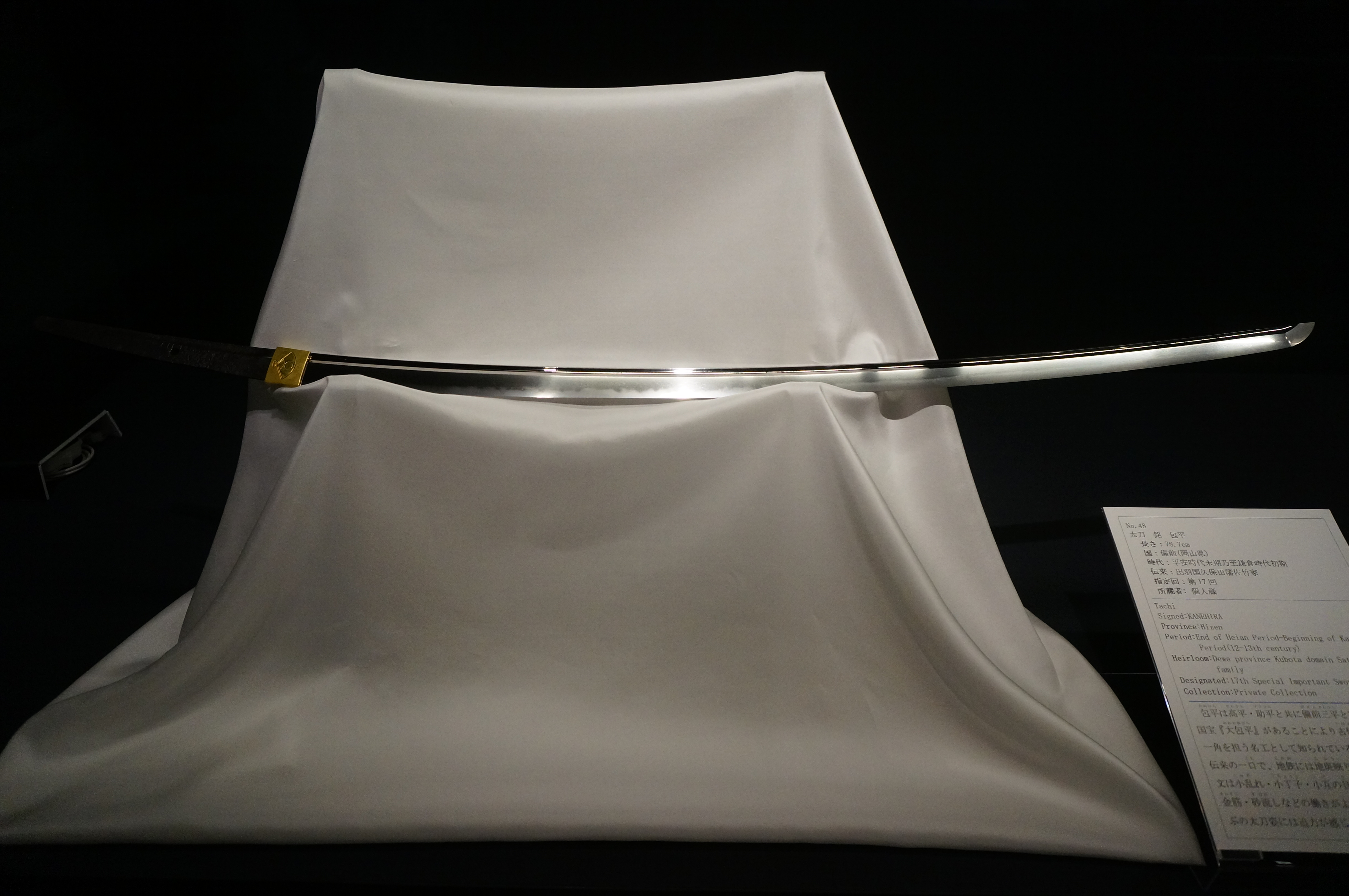
特別重要刀剣に指定されている久保田藩の佐竹氏に伝来した太刀 銘 包平。ハバキに家紋の佐竹扇が彫金されている。

義宣は、慶長7年7月に出羽国に転封された後、土崎湊城に入ったが、慶長9年8月には新たに築城した久保田城に入城し、土崎湊城は破却。以降、佐竹家は廃藩置県まで同地に在封し、久保田藩を支配する外様大名家として続いた。
転封時点で明示されていなかった石高は、第2代藩主義隆の治世も後期になった寛文4年（1664年）4月2日付で、20万5,800石と決定された（実高40万石）。うち5,800石は、慶長10年（1605年）10月17日に追加で与えられた下野国河内郡・都賀郡の飛び地11か村分である。江戸期の歴代当主の官位は従四位下左近衛少将を極位極官とした。
幕末明治期の当主義堯は、慶応4年（1868年）の戊辰戦争では、奥羽列藩同盟には近づかず、朝廷に恭順するよう奥羽諸藩の説得にあたり、7月1日に城下に入った総督九条道孝に拝謁を賜った義堯は、官軍に従うことを誓った。緒戦こそ仙台藩軍や庄内藩軍の侵攻を受けて領内の大半が戦場と化すなど不利な戦況だったが、官軍の援軍8000人が到着すると形勢は逆転した。
この戦功により明治2年（1869年）には賞典禄2万石を下賜された。廃藩置県直前の明治4年に秋田藩と改称。維新後は、華族の侯爵家に列した（→佐竹侯爵家へ）。

#### 分流の大名家
元禄14年（1701年）に佐竹氏第21代当主で久保田藩第3代藩主の義処は弟の義長に2万石を、甥の義都に1万石を分与し、久保田新田藩として立藩させた（新田分知のため久保田藩の石高に変化はなし）。そのうち、佐竹義都を初代藩主とする久保田新田藩は、享保17年（1732年）に義都の子の義堅が久保田藩第5代藩主の義峯の嗣子となったために廃藩となり、封地は久保田藩に還付された（義堅は早世するが、その嫡男の義真が久保田藩第6代藩主となる）。一方、義長を初代藩主とする久保田新田藩は、廃藩置県まで存続し、明治2年（1869年）に岩崎藩と改称している。戊辰戦争では、当時の当主義諶は、宗家とともに官軍として奮戦し、その戦功により明治2年に賞典金2000両を下賜された。維新後、華族の子爵家に列する（→佐竹子爵家へ）。

### 明治時代以降
維新後、佐竹氏からは侯爵家1家、子爵家1家、男爵家5家の合計7家の華族家が出た。

#### 佐竹侯爵家
最後の久保田藩主の義堯は、戊辰戦争における戦功により、明治2年6月2日に戊辰戦功賞典表で永世禄2万石を下賜され、同月5日には歴代当主で初めて従三位参議の官位を与えられた。同月27日には版籍奉還に伴って久保田藩知事に転じるとともに華族に列し、明治4年正月13日に藩名を秋田藩に改称、同年同月15日に廃藩置県に伴う罷免まで、秋田藩知事に在職した。
版籍奉還の際に定められた家禄は現米で1万7940石。明治9年の金禄公債証書発行条例に基づき家禄と賞典禄（実額5000石）の合計2万2940石と引き換えに支給された金禄公債の額は、31万3397円15銭（華族受給者中20位）。
義尭は、明治5年8月2日に隠居し、長女雅子の夫である義脩（岩崎佐竹家の義諶の長男）が婿養子として家督した。義脩の代の佐竹宗家の住居は東京府本所区中ノ郷瓦町にあった。当時の家扶は、海老原保、秋山直、岡百八、村瀬清。
明治14年に義脩は佐竹宗家の籍を離れて岩崎佐竹家に復籍したので、隠居していた義尭が再家督した。
明治17年（1884年）7月7日の華族令施行で華族が五爵制になると、旧大藩知事として義尭は侯爵に叙せられた。
同年10月23日に義堯が死去、維新の功により正二位を追贈された。長男の義生が侯爵位と家督を相続。義生夫人祚子は、明治天皇の侍従長として知られる徳大寺実則公爵の次女。
大正4年2月22日に義生が死去すると、長男の義春が侯爵位と家督を相続。義春夫人兼子は九条道実公爵の長女。
昭和19年4月13日に義春が死去すると、義栄が爵位と家督を相続。義栄夫人百合子は徳川義親侯爵の三女。
昭和前期に佐竹侯爵家の邸宅は東京市麹町区富士見町にあった。

#### 佐竹子爵家
明治2年5月25日に久保田新田藩主佐竹義諶が隠居し（翌年4月16日に死去）、養子の義理（相馬充胤次男）が家督相続。同年6月2日の戊辰戦功賞典表で賞典金2000両を下賜された。義理は、版籍奉還後の明治2年秋に雄勝郡岩崎村に陣屋を移し、明治3年2月25日に岩崎藩と改名して同藩知事に任じられ、明治4年7月15日の廃藩置県に伴う罷免まで在職。
版籍奉還の際に定められた家禄は現米で1191石。明治9年の金禄公債証書発行条例に基づき家禄と引き換えに支給された金禄公債の額は、2万3952円79銭7厘（華族受給者中198位）。
明治前期の義理の住居は東京府本所区本所番場町にあった。当時の家扶は、大崎実賢、渡致雄。
明治17年（1884年）7月7日に華族令により華族が五爵制になると、同月8日に旧小藩知事として義理が子爵に叙せられた。義理は貴族院の子爵議員に当選して務めた他、國光生命保険会社の社長を務めた。義理夫人鐶子は、宗家の佐竹義堯侯爵の次女。
大正3年に義理が死去した後、長男の義種が子爵位と家督を継承。義種夫人小枝子は、蜂須賀正韶侯爵の三女。義種が大正12年1月22日に没した後、宗家の佐竹義生侯爵の四男義通が子爵位と家督を相続。義通が昭和2年4月23日に没した後には、弟（佐竹義生侯爵の五男）の義勝が子爵位と家督を相続。義勝は陸軍騎兵将校であり、陸軍大佐まで昇進した。義勝の先妻英子は秋元春朝子爵の長女、後妻淑枝は吉澤彦次郎三女。
昭和前期に佐竹子爵家の住居は千葉県東葛飾郡船橋町にあった。
なお、佐竹義諶の長男で佐竹宗家の32代当主となった佐竹義脩は、佐竹本家と離縁後に岩崎佐竹家の戸籍に戻り、その後分家して華族の男爵に叙されている（→佐竹男爵家 （義脩）へ）。

#### 佐竹男爵家（義脩）
岩崎佐竹家の当主佐竹義諶の長男義脩は、宗家の佐竹義堯の養子に入っていたが、明治14年に宗家から離籍して岩崎佐竹家の戸籍に戻り、明治22年10月16日に至って岩崎佐竹家から分家。その際に父義諶の維新の功により、華族の男爵に叙せられた。義脩は陸軍軍人となり、陸軍歩兵大尉まで昇進した。
明治26年11月22日に義脩が死去すると、次女雄子の夫である義立（佐竹義理子爵の三男）が婿養子として男爵位と家督を相続。義立は昭和4年12月に爵位を返上している。

#### 佐竹男爵家（南家）
秋田藩の一門家臣だった佐竹南家の明治期の当主義雄は、明治33年5月に父義隣の戊辰戦争における戦功により華族の男爵に叙された。同家については佐竹南家を参照。

#### 佐竹男爵家（北家）
秋田藩の一門家臣だった佐竹北家の義尚は、明治33年5月に戊辰戦争における戦功により華族の男爵に叙された。秋田県知事の佐竹敬久は、この家の3代男爵佐竹敬治郎の長男。同家については佐竹北家を参照。

#### 佐竹男爵家（東家）
秋田藩の一門家臣だった佐竹東家の当主義準は、明治39年9月に3代前の義寿の戊辰戦争における戦功により華族の男爵に叙された。同家については佐竹東家を参照。

#### 佐竹男爵家（西家）
秋田藩の一門家臣だった佐竹西家の当主義遵は、明治33年5月に戊辰戦争における戦功により華族の男爵に叙された。同家については佐竹西家を参照。

## 京都佐竹氏（山入家）
佐竹貞義の息子の一人である師義は足利将軍家の直属の家来となり佐竹宗家とは別の佐竹家を興した。常陸山入に主な拠点があったため俗に山入家とよばれているが、当家自身は佐竹氏を称し続けた。息子の与義の勢力は佐竹宗家を追い抜き将軍家の京都扶持衆に選ばれ、この与義の子孫が代々この身分を継承した。以降、義郷―祐義―義知―義真―義藤―氏義―義盛と続いたが、義盛のとき佐竹宗家の計略にはまり滅亡した。
与義および祐義は足利幕府より常陸守護に任命されている。

## 歴代当主

### 佐竹宗家
| 代数  | 肖像 | 名前 （生没年）               | 続柄                                               | 位階     | 備考                                                   | 妻                                                         | 主な子供 |
| ----- | ---- | ----------------------------- | -------------------------------------------------- | -------- | ------------------------------------------------------ | ---------------------------------------------------------- | --- |
| 1     |      | 佐竹 昌義 （1081年 - 1147年） | 源義業の子                                         |          |                                                        | 平扶幹娘（正室） 藤原清衡娘（継室）                        | 佐竹忠義（長男） 佐竹隆義（四男） 佐竹義宗（五男） 佐竹昌成（六男） 女（吉川経義室）                                                                                                  |
| 2     |      | 佐竹 隆義 （1118年 - 1181年） | 先代の三男                                         |          |                                                        | 戸村能通娘                                                 | 佐竹義政（長男） 佐竹秀義（三男） |
| 3     |      | 佐竹 秀義 （1151年 - 1226年） | 先代の三男                                         |          |                                                        | 宇都宮朝綱娘 佐竹義宗娘                                    | 佐竹義重 |
| 4     |      | 佐竹 義重 （1186年 - 1252年） | 先代の長男                                         |          |                                                        | 河井忠遠娘 太田為高娘 足利義氏養女                         | 佐竹長義 |
| 5     |      | 佐竹 長義 （1207年 - 1272年） | 先代の長男                                         |          |                                                        | 宍戸家周娘 二階堂行義の娘                                  | 佐竹義胤 |
| 6     |      | 佐竹 義胤 （1227年 - 1278年） | 先代の長男                                         |          |                                                        | 岩崎氏                                                     | 佐竹行義 |
| 7     |      | 佐竹 行義 （1261年 - 1303年） | 先代の長男                                         |          |                                                        | 二階堂頼綱娘                                               | 佐竹貞義 |
| 8     |      | 佐竹 貞義 （1287年 - 1352年） | 先代の長男                                         |          | 室町幕府常陸国守護                                     | 海上胤泰の娘                                               | 佐竹義篤（次男） 佐竹師義（七男） |
| 9     |      | 佐竹 義篤 （1311年 - 1362年） | 先代の次男                                         |          | 室町幕府常陸国守護                                     | 小田知貞の娘                                               | 佐竹義宣（長男） 小場義躬（次男、佐竹西家祖） 石塚宗義（三男、石塚氏祖） 大山義孝（五男、大山氏祖）                                                                                   |
| 10    |      | 佐竹 義宣 （1346年 - 1389年） | 先代の長男                                         |          | 初名 : 義香 室町幕府常陸国守護                         | 河越氏の娘                                                 | 佐竹義盛 |
| 11    |      | 佐竹 義盛 （1365年 - 1407年） | 先代の長男                                         |          | 室町幕府常陸国守護                                     | 江戸氏の娘                                                 | 女（佐竹義人正室） |
| 12    |      | 佐竹 義人 （1400年 - 1468年） | 先代の婿養子 （上杉憲定の次男）                    |          | 初名 : 義憲、別名 : 義仁 室町幕府常陸国守護            | 佐竹義盛娘                                                 | 女（結城持朝室） 佐竹義俊（長男） 上杉実定（次男、上杉憲実養子） |
| 13    |      | 佐竹 義俊 （1420年 - 1477年） | 先代の長男 （11代義盛の外孫）                      |          | 初名 : 義頼                                            | 小山広朝娘                                                 | 佐竹義治 |
| 14    |      | 佐竹 義治 （1443年 - 1490年） | 先代の長男                                         |          | 常陸国太田城主                                         | 大山常金娘                                                 | 佐竹義舜（次男） 佐竹義信（四男、佐竹北家祖） 佐竹政義（五男、佐竹東家祖） |
| 15    |      | 佐竹 義舜 （1470年 - 1517年） | 先代の次男                                         | 従四位下 | 戦国大名 常陸国太田城主                                | 岩城常隆娘（正室）                                         | 女（岩城由隆室） 佐竹義篤（次男） 宇留野義元（三男） 女（江戸忠通室） 佐竹義里（四男、佐竹南家祖）                                                                                    |
| 16    |      | 佐竹 義篤 （1507年 - 1545年） | 先代の次男                                         | 従四位下 | 戦国大名 常陸国太田城主                                | 不詳                                                       | 佐竹義昭 |
| 17    |      | 佐竹 義昭 （1531年 - 1565年） | 先代の次男                                         |          | 戦国大名 常陸国太田城主                                | 岩城重隆娘（正室） 大掾慶幹娘（継室）                      | 佐竹義重（長男） 那須資家（次男） 佐竹義尚（三男、佐竹南家当主） 小場義宗（四男） 南呂院（宇都宮広綱室） 女（岩城親隆室）                                                             |
| 18    |      | 佐竹 義重 （1547年 - 1612年） | 先代の長男                                         |          | 渾名 : 「鬼義重」 戦国大名 常陸国太田城主              | 伊達晴宗娘                                                 | 佐竹義宣（長男、初代久保田藩主） 蘆名義広（次男、蘆名亀王丸養子） 女（江戸実通室、のち高倉永慶室） 岩城貞隆（四男、岩城常隆養子） 多賀谷宣家（五男、多賀谷重経養子） 佐竹義直（六男） |
| 19    |      | 佐竹 義宣 （1570年 - 1633年） | 先代の長男                                         | 従四位上 | 戦国大名 初代出羽久保田藩主                            | 那須資胤娘（正室） 多賀谷重経娘（継室） 蘆名盛興娘（側室） | |
| 20    |      | 佐竹 義隆 （1609年 - 1672年） | 先代の甥 （岩城貞隆の子）                          | 従四位下 | 初名 : 岩城吉隆 2代出羽久保田藩主                      | 佐竹義章娘                                                 | 佐竹義寘（長男） 佐竹義処（次男、久保田藩主） 佐竹義長（四男、岩崎藩主） 女（黒田長興継室）                                                                                           |
| 21    |      | 佐竹 義処 （1637年 - 1703年） | 先代の次男                                         | 従四位下 | 3代出羽久保田藩主                                      | 松平直政娘                                                 | 佐竹義苗（長男） 相馬叙胤（次男、相馬昌胤養子） 佐竹義格（三男、久保田藩主） 女（松平宣富正室） 女（黒田長軌正室） 女（松平宣維正室）                                                 |
| 22    |      | 佐竹 義格 （1695年 - 1715年） | 先代の三男                                         | 従四位下 | 4代出羽久保田藩主                                      |                                                            | |
| 23    |      | 佐竹 義峯 （1690年 - 1749年） | 先代の従兄 （佐竹義長の子）                        | 従四位下 | 5代出羽久保田藩主                                      | 黒田長清娘                                                 | 照（松平定喬正室） 女（戸田光雄正室） 女（佐竹義明正室） 女（松浦邦正室） |
| 24    |      | 佐竹 義真 （1728年 - 1753年） | 先代の養子 （佐竹義堅の子）                        | 従四位下 | 6代出羽久保田藩主                                      | 前田吉徳娘                                                 | |
| 25    |      | 佐竹 義明 （1723年 - 1758年） | 先代の養子 （佐竹義道の子）                        | 従四位下 | 7代出羽久保田藩主                                      | 佐竹義峯娘                                                 | 佐竹義敦（長男、久保田藩主） 佐竹義方（次男） |
| 26    |      | 佐竹 義敦 （1748年 - 1785年） | 先代の長男                                         | 従四位下 | 初名 : 義直、号 : 曙山 8代出羽久保田藩主               | 山内豊敷娘                                                 | 佐竹義和（長男） 女（島津斉宣正室） |
| 27    |      | 佐竹 義和 （1775年 - 1815年） | 先代の長男                                         | 従四位下 | 9代出羽久保田藩主                                      | 堀田正順娘                                                 | 佐竹義厚 女（松平容敬正室） |
| 28    |      | 佐竹 義厚 （1812年 - 1846年） | 先代の長男                                         | 従四位下 | 10代出羽久保田藩主                                     | 前田利幹娘（正室） 池田斉稷娘（継室）                      | 佐竹義睦（次男） 女（伊達宗徳継室） |
| 29    |      | 佐竹 義睦 （1839年 - 1857年） | 先代の次男                                         | 従四位下 | 11代出羽久保田藩主                                     | 山内豊資娘                                                 | |
| 30 32 |      | 佐竹 義堯 （1825年 - 1884年） | 先代の養子 （相馬益胤の子 21代義処の男系子孫）     | 従三位   | 相馬宗胤→佐竹義核→佐竹義就 12代出羽久保田藩主 初代侯爵 | 佐竹義純娘（正室） 藤堂高聴娘（継室） 青山忠良娘（継々室） | 佐竹義生（次男） 佐竹雅子（佐竹義脩正室） 佐竹鐶子（佐竹義理正室） |
| 31    |      | 佐竹 義脩 （1854年 - 1893年） | 先代の甥 （佐竹義諶の子）                          | 従四位下 | 離縁して岩崎佐竹家に復籍 佐竹義脩家を創家して男爵      | 佐竹雅子（先妻） ウメ（後妻）                              | 島津英子（長女、島津壮之助夫人） 佐竹雄子（次女、佐竹義立夫人） |
| 33    |      | 佐竹 義生 （1867年 - 1915年） | 先代の次男                                         | 正三位   | 2代侯爵 貴族院議員 秋田県育英会総裁                    | 佐竹祚子 （徳大寺実則娘）                                  | 佐竹義春（長男） 佐竹義通（四男） 佐竹義勝（五男） 松平忠宏（七男） 伊藤静子（次女、伊藤次郎左衛門の妻）                                                                              |
| 34    |      | 佐竹 義春 （1890年 - 1944年） | 先代の長男                                         |          | 3代侯爵 貴族院議員                                     | 佐竹兼子 （九条道実娘）                                    | 佐竹義栄 鍋島則子（鍋島直紹の妻） |
| 35    |      | 佐竹 義栄 （1914年 - 1983年） | 先代の長男                                         |          | 4代侯爵 貴族院議員                                     | 佐竹百合子 （徳川義親娘）                                  | 佐竹義忠 |
| 36    |      | 佐竹孝                        | 先代の養子 （大給義龍の子。 女系で18代義重の子孫） |          |                                                        |                                                            | 佐竹基博 |

### 岩崎佐竹家
| 代数 | 肖像 | 名前 （生没年）                             | 続柄                                        | 位階     | 備考                                             | 妻                                                         | 主な子供 |
| ---- | ---- | ------------------------------------------- | ------------------------------------------- | -------- | ------------------------------------------------ | ---------------------------------------------------------- | --- |
| 1    |      | 佐竹 義長 （1655年 - 1741年）               | 佐竹義隆の四男                              | 従五位下 | 初代出羽岩崎藩主                                 | 相馬忠胤娘（正室） 松浦信忠娘（継室）                      | 佐竹義峯（久保田藩主）                                                                                      |
| 2    |      | 佐竹 義道 （1701年 - 1765年）               | 先代の養子 （佐竹義本の子）                 | 従五位下 | 2代出羽岩崎藩主                                  | 佐竹義長娘（正室） 内藤政森娘（継室）                      | 佐竹義明（長男、久保田藩主） 佐竹義敏（次男） 佐竹義忠（三男、岩崎藩主） 蜂須賀重喜（四男、蜂須賀至央養子） |
| 3    |      | 佐竹 義忠 （1730年 - 1787年）               | 先代の三男                                  | 従五位下 | 3代出羽岩崎藩主                                  |                                                            | 佐竹義恭 |
| 4    |      | 佐竹 義祇 （1759年 - 1793年）               | 先代の養子 （佐竹義敏の子）                 | 従五位下 | 4代出羽岩崎藩主                                  | 相馬恕胤娘（正室） 松平親盈娘（継室）                      | 佐竹義知（岩崎藩主）                                                                                        |
| 5    |      | 佐竹 義知 （1787年 - 1821年）               | 先代の長男                                  | 従五位下 | 5代出羽岩崎藩主                                  | 松平頼亮娘                                                 | 女（佐竹義純正室） 女（松平直春正室）                                                                       |
| 6    |      | 佐竹 義純 （1802年 - 1856年）               | 先代の養子 （佐竹義恭の子） （3代義忠の孫） | 従五位下 | 6代出羽岩崎藩主                                  | 佐竹義知娘                                                 | 女（澤宣量室）                                                                                              |
| 7    |      | 佐竹 義核 （佐竹 義堯） （1825年 - 1884年） | 先代の養子 （相馬益胤の子）                 | 正三位   | 初名「相馬宗胤」、後「佐竹義堯」 7代出羽岩崎藩主 | 佐竹義純娘（正室） 藤堂高聴娘（継室） 青山忠良娘（継々室） | 佐竹義生（長男、伯爵） 女（佐竹義脩室） 女（佐竹義理室）                                                    |
| 8    |      | 佐竹 義諶 （1837年 - 1870年）               | 先代の養子 （相馬益胤の子）                 | 従五位下 | 8代出羽岩崎藩主                                  | 熊川氏娘                                                   | 佐竹義脩（岩崎藩主）                                                                                        |
| 9    |      | 佐竹 義理 （1858年 - 1914年）               | 先代の養子 （相馬充胤の子）                 | 従二位   | 8代出羽岩崎藩主 初代子爵                         | 佐竹義核娘                                                 | 佐竹義立（長男） 佐竹義種（次男、子爵） 松平総子（松平乗統夫人） 奥平秀子（奥平直恭夫人）                   |
| 10   |      | 佐竹 義種                                   | 先代の次男                                  |          | 2代子爵                                          | 佐竹小夜子（蜂須賀正韶娘）                                 | |
| 11   |      | 佐竹 義通                                   | 先代の養子 （佐竹義生の子） （7代義核の孫） |          | 3代子爵                                          |                                                            | |
| 12   |      | 佐竹 義勝                                   | 先代の弟 （7代義核の孫）                    |          | 4代子爵                                          |                                                            | 佐竹義久 |
| 13   |      | 佐竹 義久                                   | 先代の子                                    |          |                                                  |                                                            | |

### 佐竹義脩家
| 代数 | 肖像 | 名前 （生没年）               | 続柄                          | 位階     | 備考                                   | 妻                            | 主な子供                                                        |
| ---- | ---- | ----------------------------- | ----------------------------- | -------- | -------------------------------------- | ----------------------------- | --------------------------------------------------------------- |
| 1    |      | 佐竹 義脩 （1854年 - 1893年） |                               | 従四位下 | 初代男爵 陸軍歩兵大尉 佐竹宗家31代当主 | 佐竹雅子（先妻） ウメ（後妻） | 島津英子（長女、島津壮之助夫人） 佐竹雄子（次女、佐竹義立夫人） |
| 2    |      | 佐竹 義立 （1885年 - 1935年） | 先代の婿養子 （佐竹義理三男） |          | 2代男爵 (1929年に爵位返上)             | 佐竹雄子                      | 佐竹義昭 片倉三恵子（次女、片倉鐡雄夫人）                       |
| 3    |      | 佐竹 義昭 （1919年 - 1976年） | 先代の長男                    |          |                                        | 石井節子                      | 佐竹義智                                                        |
| 4    |      | 佐竹 義智 （1951年 - ）       | 先代の長男                    |          |                                        | 佐竹祐子                      | 麻梨                                                            |

## 配下武将
- 石塚義辰（義国）
- 石塚義陳
- 梅津憲忠
- 梅津政景
- 岡本禅哲
- 岡本顕逸
- 岡本宣綱
- 岡本元貴（石塚義陳の弟）
- 小貫頼久
- 渋江政光
- 須田盛秀
- 車斯忠
- 戸村義国
- 戸村義效
- 真壁氏幹
- 和田昭為

## 常陸守護職 佐竹家臣団（直臣団）
※ 以下、佐竹氏の直臣・陪臣として活躍した武家の一覧。
- 会田氏
- 青柳氏
- 赤須氏
- 赤坂氏
- 阿久津氏
- 浅川氏
- 安島氏
- 荒巻氏
- 安藤氏

- 飯嶋氏
- 石井氏
- 石塚氏
- 磯野氏
- 井上氏
- 植木氏
- 牛丸氏
- 打越氏
- 内山氏
- 宇留野氏
- 江戸氏
- 江橋氏
- 海老根氏

- 大岩氏
- 大内氏
- 大窪氏
- 大関氏
- 大高氏
- 大縄氏
- 大森氏
- 大山氏
- 岡本氏
- 小川氏
- 小沢氏
- 小田氏
- 小田野氏
- 小貫氏
- 小野岡氏
- 小野崎氏
- 小場氏
- 小山氏

- 梶山氏
- 加藤氏
- 加藤木氏
- 金沢氏
- 嘉成氏
- 金田氏
- 上遠野氏
- 神長氏
- 鴨志田氏
- 川井氏
- 川上氏
- 川崎氏

- 川野辺氏
- 菊池氏
- 岸氏
- 貴志氏
- 木村氏
- 桐原氏
- 鯨岡氏
- 国谷氏
- 国安氏
- 久米氏
- 栗田氏
- 車氏
- 黒沢氏
- 郡司氏
- 小磯氏
- 鯉渕氏
- 国分氏
- 小林氏
- 小松氏
- 小松崎氏
- 小室氏

- 斎藤氏
- 西丸氏
- 佐川氏
- 笹沼氏
- 篠沼氏
- 佐藤氏
- 猿田氏
- 信太氏（しだ）
- 渋江氏
- 清水氏
- 白石氏
- 杉山氏
- 菅谷氏
- 介川氏
- 鈴木氏
- 須藤氏
- 関氏

- 高柿氏
- 高久氏
- 高村氏
- 高安氏
- 田代氏
- 立原氏
- 田所氏
- 茅根氏
- 武士氏
- 徳川氏
- 豊田氏

- 那珂氏
- 中根氏
- 長倉氏
- 長山氏
- 西村氏
- 仁平氏
- 根本氏
- 野内氏
- 野上氏
- 野口氏

- 芳賀氏
- 萩野谷氏
- 塙氏
- 羽生氏
- 濱野氏
- 樋口氏
- 人見氏
- 平戸氏
- 深沢氏
- 福地氏
- 袋田氏
- 藤井氏
- 藤田氏
- 堀江氏

- 前沢氏
- 真壁氏
- 益子氏
- 増淵氏
- 松平氏
- 松山氏
- 三村氏
- 向氏

- 谷田部氏
- 八柳氏
- 山方氏
- 吉沢氏
- 吉田氏
- 吉成氏

- 綿引氏
- 和田氏
- 和知氏

## 陪臣
佐竹氏一門 佐竹東家家臣
- 安島氏
- 飯嶋氏
- 大縄氏
- 小貫氏
- 国安氏
- 関氏
- 高村氏
- 人見氏
- 笹沼氏
- 柏氏

佐竹氏一門 石塚家家臣
- 藤井氏
- 館氏
- 山田氏
- 篠原氏
- 河井氏
- 志賀氏
- 冨田氏

常陸守護代 小野崎氏家臣
- 赤津氏
- 赤須氏
- 石佐氏
- 江畑氏
- 大森氏
- 瀧氏
- 武士氏
- 茅根氏
- 天龍氏
- 中郡氏
- 波氏

常陸守護代 江戸氏家臣
- 安島氏
- 飯嶋氏
- 打越氏
- 大高氏
- 小田野氏
- 海老沢氏
- 佐川氏
- 立原氏
- 茅根氏

佐竹氏庶流 小野岡氏家臣
- 梶山氏
- 立原氏

佐竹氏庶流・頃藤城主 小川家家臣
- 神長氏
- 清水氏

羽黒城主 向氏家臣
- 遠藤氏

大橋城主 茅根氏家臣
- 小野瀬氏

真壁城主 真壁氏家臣
- 田口氏
- 長岡氏
- 成田氏

旧小田城主 小田氏
- 飯塚氏
- 仙波氏
- 田伏氏
- 羽生氏

## その他
氏姓
- 源氏 / 清和源氏 / 河内源氏 / 常陸源氏

城
- 馬坂城 / 太田城（舞鶴城） / 金砂山城 / 水戸城 / 久保田城

神社
- 六孫王神社/多田神社/壺井八幡宮 / 鶴岡八幡宮 / 馬場八幡宮（常陸太田市）
- 若宮八幡宮 (常陸太田市) / 水戸八幡宮 / 金澤八幡宮

寺社
- 三井寺 / 大宝寺 / 佐竹寺
- 正宗寺 - 菩提寺（開山、佐竹貞義の庶長子月山周枢）
- 清音寺 - 菩提寺（開基、佐竹義篤）
- 宝鏡院 - 祈薦寺（開基、佐竹義人）
- 天徳寺 - 菩提寺（開基、佐竹義人）
- 総泉寺 - 江戸における菩提寺
- 耕山寺 - 佐竹氏縁の寺院（1267年、佐竹5代佐竹長義が、常陸大宮市に、秘澤山陽雲寺を開創を元とする曹洞宗寺院。「耕山寺本/佐竹系図」所蔵）